# Ondřej Korvas
Ondřej Maria Korvas CSsR (30. listopadu 1905, Moravský Písek – 10. února 1987, Úštěk) byl český katolický kněz, člen kongregace redemptoristů.

## Život
Na kněze byl vysvěcen 8. září 1929 na Svaté Hoře u Příbrami. Od roku 1951 působil jako administrátor v Úštěku a administrátor excurrendo ve farnostech Liběšice u Úštěku, Strážiště a Levín. V roce 1970 mu k administraci farností excurrendo přibyly ještě Býčkovice. Zemřel v 82. roce věku a 59. roce kněžství dne 10. února 1987 v Úštěku, kde byl též dne 19. února 1987 pohřben.
Korvas je autorem několika článků v časopisu ČKD a také autorem nebo spoluautorem publikací s náboženskou tematikou.